# Oplorhiza parvula
Oplorhiza parvula är en nässeldjursart som beskrevs av George James Allman 1877. Oplorhiza parvula ingår i släktet Oplorhiza och familjen Campanulinidae. Inga underarter finns listade i Catalogue of Life.